# 中国人民武装警察部队天津指挥学校
中国人民武装警察部队天津指挥学校，简称武警天津指挥学校，与中国人民武装警察部队指挥学院天津分院（武警指挥学院天津分院）合署办公，是曾经存在的一所武警部队初级指挥干部军事高等院校，隶属武警天津总队，列入武警战斗序列，军事级别不详。

## 历史与沿革
- 1984年10月，国务院批准武警天津总队教导大队正式改建中国人民武装警察部队天津指挥学校（武警天津指挥学校）。
- 2003年10月，学校与地方院校天津工业大学联合办学。
- 2004年，建立中国人民武装警察部队指挥学院天津分院，合署办公，开展本科教育。
- 2006年10月，撤销武警天津指挥学校、武警指挥学院天津分院。

## 专业
- 武警指挥专业